# Diplom-Finanzwirt (FH)
Den akademischen Grad Diplom-Finanzwirt (FH) (in Niedersachsen: Diplom-Finanzwirt (StAk)) kann man an den öffentlichen Verwaltungsfachhochschulen bzw. den Fachhochschulen für Finanzen der einzelnen Bundesländer (in Niedersachsen: Steuerakademie – StAk) oder im Fachbereich Finanzen der Hochschule des Bundes erwerben. Entscheidend ist dabei die Ressortzuordnung zum jeweiligen Finanzministerium. Entsprechend erfolgt überwiegend die Ausbildung im Bereich der Finanzverwaltung. Früher wurde an der Hochschule für Finanzen Nordrhein-Westfalen auch der staatliche Diplomgrad Diplom-Finanzwirt ohne Zusatz vergeben.
Die Bundeszollverwaltung (Zoll) bildet an der o. g. Hochschule des Bundes am Standort Münster Diplom Finanzwirte für den gehobenen Dienst in der Zollverwaltung aus. Auch hier handelt es sich um ein Duales Studium. Die spätere Verwendung (Eingangsamt A 9 BBesG) ist in allen Zuständigkeitsbereichen der Zollverwaltung möglich, wie z. B. als Sachbearbeiter im Innendienst, oder im Außendienst.

## Ausbildung Bereich Steuer
Die Bundesländer bilden in einem dreijährigen Studium das Personal für die Beamtenlaufbahn des gehobenen Dienstes in der Steuerverwaltung aus. Es handelt sich um einen dualen Studiengang, der sechs Semester dauert. 21 Monate studieren die Steuerinspektoranwärter bzw. Finanzanwärter an einer öffentlichen Verwaltungsfachhochschule des jeweiligen Bundeslandes (in Niedersachsen: Steuerakademie). Die restliche Zeit absolvieren sie Praktika in den verschiedenen Fachbereichen der Finanzverwaltung, auf Landesebene u. a. Arbeitnehmerveranlagung, allgemeine Veranlagung, Körperschaftsteuerveranlagung, Veranlagung von Personengesellschaften, Betriebsprüfung, Rechtbehelfsstelle und Erhebungsstelle (Kasse und Vollstreckung).

### Studium und Prüfungen
Die Studienzeit an der Fachhochschule wird in Grundstudium und Hauptstudium aufgeteilt. Das Grundstudium ist dabei in fünf Unterabschnitte unterteilt; dazwischen und danach die Praktika in den Dienststellen der jeweiligen Verwaltung. Bereits nach dem zweiten dieser Unterabschnitte legen die Studenten eine Zwischenprüfung ab. Ferner haben sie während ihrer praktischen Ausbildung eine wissenschaftliche Arbeit zu einem rechtswissenschaftlichen oder sozialwissenschaftlichen Thema zu fertigen („Diplomarbeit“).
Nach dem Hauptstudium ist die Qualifikationsprüfung abzulegen, die aus einem schriftlichen und einem mündlichen Teil besteht. Im schriftlichen Teil fertigen die Studenten innerhalb von eineinhalb Wochen fünf fünfstündige Prüfungsklausuren in folgenden Prüfungsfächern:
- Bilanzsteuerrecht
- Umsatzsteuerrecht
- Abgabenrecht
- Ertragsteuerrecht
- Besteuerung der Gesellschaften

Zur mündlichen Prüfung wird nur zugelassen, wer im schriftlichen Teil bestimmte Mindestergebnisse erzielt.

### Weitere Lerninhalte
Neben den prüfungsrelevanten Fächern werden den Studenten noch weitere Lerninhalte vermittelt, unter anderem:
- Allgemeines Recht
- Privatrecht/Bürgerliches Recht (insbesondere Vertrags- und Erbrecht)
- Öffentliches Recht (insbesondere Dienst-, Staats- und Europarecht)
- Steuerstrafrecht
- Bewertungsrecht
- Erbschaft- und Schenkungsteuerrecht
- Internationales Steuerrecht
- Wertpapierrecht
- Handelsrecht
- Finanzwissenschaft
- Betriebswirtschaftslehre
- Volkswirtschaftslehre
- Juristische Methodenlehre
- Sozialpsychologie
- Kommunikation
- Präsentationstechniken

## Perspektiven
Nach erfolgreichem Bestehen der Abschlussprüfung und Übernahme nach Einstellung in das Beamtenverhältnis auf Probe, arbeiten die Diplom-Finanzwirte (FH bzw. StAk) im gehobenen Dienst der Finanzverwaltung. Als Steuerinspektoren sind sie etwa Sachbearbeiter in der steuerlichen Veranlagung, Betriebsprüfer oder arbeiten auch in der Steuerfahndung.
Der Studiengang zeichnet sich durch seine breit gefächerte Einsatzmöglichkeit aus. Diplom-Finanzwirte (FH / StAk) können nicht nur in der Finanzverwaltung, sondern auch als Sachverständige in den Kommissariaten für Wirtschaftskriminalität und in der freien Wirtschaft arbeiten, z. B. in Wirtschaftsprüfungs- und Steuerberatungsgesellschaften oder in den Steuerabteilungen großer Unternehmen.

## Ausbildung Bereich Zoll
Die angehenden Diplom-Finanzwirte (FH) der Zollverwaltung absolvieren ihr Studium an der Hochschule des Bundes für öffentliche Verwaltung am Fachbereich Finanzen in Münster. Auch hier gliedert sich das Studium in ein Grund- und ein anschließendes Hauptstudium. Die fachtheoretischen Studienphasen in Münster wechseln sich regelmäßig mit praktischen Abschnitten in den Sachgebieten und Dienststellen des ausbildenden Hauptzollamtes oder Zollfahndungsamtes ab.
Nach dem Grundstudium findet eine Zwischenprüfung in den Bereichen
- betriebswirtschaftliche Grundlagen des Verwaltungshandelns
- volkswirtschaftliche Grundlagen des Verwaltungshandelns
- staatsrechtliche und -politische Grundlagen des Verwaltungshandelns
- rechtliche Grundlagen des Verwaltungshandelns

statt. Diese umfasst jeweils eine dreistündige Klausur, die durch Inhalte verschiedener „laufbahntypischer“ Fächer ergänzt werden kann. Laufbahntypische Fächer sollen die Studierenden bereits im recht allgemein gehaltenen Grundstudium auf die praktische Aufgabenwahrnehmung in der Zollverwaltung und auf die Themen im Hauptstudium vorbereiten. So werden hier bereits zollrechtliche Grundlagen vermittelt und eigenständige Grundlagenfächer wie Handels- und Gesellschaftsrecht unterrichtet. Welches laufbahntypische Fach als Ergänzung zu welcher Klausur geprüft wird, wissen die Studierenden vor der Zwischenprüfung nicht.
Nach jedem Hauptstudienabschnitt finden sechs jeweils vierstündige Klausuren in den Bereichen
- Betriebswirtschaftslehre
- Allgemeines Zollrecht
- Besonderes Zollrecht
- Verbrauchsteuerrecht
- Allgemeines Steuerrecht und Steuerstrafrecht
- Recht der sozialen Sicherung und Strafrecht (allgemeiner Teil)

statt.
Im Anschluss an das Hauptstudium 2 (H2) fertigen die Studierenden eine Diplomarbeit in einem der zuvor genannten Hauptstudienfächer an. In den Hauptstudienphasen 1–3 absolvieren die Beamten jeweils einen fachspezifischen Englischunterricht, der sich auf die Themen Zoll, Strafverfolgung und Leseverständnis bezieht.
An das Hauptstudium 3 (H3), welches der letzte Studienabschnitt ist, schließt sich die Laufbahnprüfung mit erneut sechs vierstündigen Klausuren an. Wird die schriftliche Laufbahnprüfung bestanden, so findet zu jedem Studienfach eine mündliche Laufbahnprüfung statt. Nach erfolgreichem Abschluss erhalten die Studierenden den akademischen Grad „Diplom-Finanzwirt FH“. In der Regel erfolgt eine direkte Übernahme in den gehobenen nichttechnischen Zolldienst des Bundes und damit die Ernennung zum Zollinspektor im Beamtenverhältnis auf Probe.
Die frischen Zollinspektoren können aufgrund der generalistischen Ausbildung in allen Bereichen der Zollverwaltung (Abfertigungsdienst, Sachbearbeitung und Vollzugsdienst) eingesetzt werden. Voraussetzung für den Einsatz in einem waffentragenden Bereich der Zollverwaltung ist zum einen die medizinische Eignung und ein bestandener Sporttest, den die Zollverwaltung als PFT bezeichnet.
Perspektivisch ist angedacht einen weiteren Ausbildungsstandort für das Studium im gehobenen Dienst am Standort Rostock einzurichten. Damit wird vermutliche eine Modularisierung des Studiengangs einhergehen. Im Zuge des Bologna-Prozesses würde dann auch dieser Studiengang mit einem Bachelor-Abschluss abschließen.

## Weitere Ausbildungsgänge
An der Hochschule für öffentliche Verwaltung und Finanzen Ludwigsburg wurde vor der Umstellung auf Bachelor der Abschluss sowohl in der Steuerverwaltung wie auch in der allgemeinen Finanzverwaltung verliehen.